# 凱納索 (內布拉斯加州)
凱納索（英語：Kenesaw）是位於美國內布拉斯加州亞當斯縣的村。

## 人口
根據2020年美國人口普查的數據，凱納索的面積為2.74平方千米，皆為陸地。當地共有人口917人，而人口密度為每平方千米335人。